# Prunus mira
Prunus mira är en rosväxtart som beskrevs av Emil Bernhard Koehne. Prunus mira ingår i släktet prunusar, och familjen rosväxter. Utöver nominatformen finns också underarten P. m. nepalensis.